# 덕정도서관
덕정도서관은 경기도 양주시 덕정동 소재의 공립 도서관이다.

## 연혁
- 1994.12.15 개관
- 2000.12.21 경기도 우수 공동도서관 선정
- 2001.09.17 도서관 리모델링
- 2001.10.11 디지털자료실 개설
- 2002.11.18 홈페이지 개설
- 2002.12.02 전자책 서비스 실시
- 2002.12.14 도서관운영위원회 구성
- 2003.10.19 양주시립도서관으로 명칭 변경
- 2003.12.01 홈페이지 웹강좌 서비스 실시
- 2005.11.01 화장실 리모델링
- 2006.05.31 지하 환기시설 설치 및 시청각실 리모델링
- 2007.06.10 문화강좌실 리모델링
- 2007.08.10 열람실 환기시설 설치
- 2008.10.18 열람실 좌석예약시스템 설치
- 2008.11.10 오디오북 서비스 실시
- 2009.06.16 도서관 4층 확장 및 전체 리모델링
- 2009.09.22 재개관
- 2024.04.24 전면 리모델링 재개관

## 시설현황
- 4층: 동아리실, 문화강좌실, 사무실, 휴게실
- 3층: 일반자료실2(종합)
- 2층: 일반자료실1(문학,사회과학)
- 1층: 가족열람실(유아,아동자료,신간도서코너)
- 지하1층: 다목적실, 보존서고

## 이용 안내
이용 시간
- 어린이자료실: 화~일요일 09:00 ~ 18:00
- 일반자료실: 화~일요일 09:00 ~ 22:00 / 주말 09:00 ~ 18:00

휴관일
- 덕정도서관 모든 시설: 매주 월요일 및 법정공휴일(일요일제외)